# Oktiabr´skij (obwód archangielski)
Oktiabr´skij (ros. Октябрьский) – osiedle typu miejskiego w północnej Rosji, w obwodzie archangielskiem.
Miejscowość liczy 9893 mieszkańców (1 stycznia 2005 r.).